# Saison 10 des Experts : Miami
Chronologie
Saison 9 des Experts : Miami
Cet article présente le guide des épisodes de la dixième et dernière saison de la série télévisée Les Experts : Miami (CSI: Miami).

## Généralités
- Au Canada, la saison a été diffusée sur CTV Two[1], en simultané ou sans attente lors des prolongations de matchs de football.
- En Belgique, elle a été diffusée à partir du 29 avril 2012 sur RTL-TVI.
- Au Québec, elle a été diffusée du 27 août 2012 au 31 décembre 2012 sans interruption sur Séries+.
- En France, elle a été diffusée du 14 septembre 2012 au 23 septembre 2013 sur TF1.

## Distribution

### Acteurs principaux
- David Caruso (VF : Bernard Métraux) : Horatio Caine
- Emily Procter (VF : Rafaèle Moutier) : Calleigh Duquesne
- Adam Rodriguez (VF : Cyrille Artaux) : l'inspecteur Eric Delko
- Jonathan Togo (VF : Valentin Merlet) : l'inspecteur Ryan Wolfe
- Rex Linn (VF : Jean-Pierre Bagot) : le sergent Frank Tripp
- Eva LaRue (VF : Anne Massoteau) : Natalia Boa Vista
- Omar Benson Miller (VF : Jean-Baptiste Anoumon) : Walter Simmons
- Christian Clemenson (VF : Jean-François Vlérick) : Dr Tom Loman
- Taylor Cole (VF : Ludmila Ruoso) : Samantha Owens

### Acteurs récurrents et invités
- Natasha Henstridge : l'agent Renee Locklear (épisode 1)
- Callum Keith Rennie : Jack Toller (épisode 1)
- Ethan Embry : Randy North (épisode 1)
- Alana De La Garza (VF : Chantal Baroin) : Marisol Caine (épisode 1)
- Rachel Brosnahan : Melanie Garland (épisode 1)
- Brandon Beemer : Derek Vaughn (épisode 2)
- Jamie Bamber : Ronnie Hale (épisode 3)
- Ed Begley Jr. (VF : Claude Lévêque) : Scott O'Shay (épisodes 4, 5 et 8)
- Carlos Bernard (VF : Bertrand Liebert) : Diego Navarro (épisodes 4, 8 et 16)
- Kuno Becker (VF : Arnaud Bedouët) : Estéban Navarro (épisodes 4, 8 et 16)
- Emma Bell : Jennifer Olsen (épisode 4)
- Todd Stashwick : Fred Massey (épisode 4)
- Kate del Castillo : Anita Torres (épisode 5)
- Orlando Jones : Lawrence Kingman (épisode 6)
- Drea de Matteo : Evelyn Bowers (épisode 7)
- Aldis Hodge : Isaiah Stiles (épisode 7)
- Marshall Allman : Kevin Bowers (épisode 7)
- Greg Cipes : Phil Pinkerton (épisode 8)
- Spencer List : Troy Faber (épisode 9)
- Michele Greene : Connie Faber (épisode 9)
- Jay Karnes : Andrew Nolan (épisode 10)
- Jonathan Banks : Oscar Duarte (épisode 10)
- Nick Sandow : Larry Garmercy (épisode 11)
- Melissa Ponzio : Kathy Jennings (épisode 11)
- Malese Jow : Amanda Yang (épisode 12)
- Leonard Roberts : Matthew Stone (épisode 12)
- Sendhil Ramamurthy : Raj Andari (épisode 12)
- Grant Gustin : Trent Burton et Scott Vance (épisode 13)
- Elisabeth Röhm : Jill Vance (épisode 13)
- Jill Flint : Ellie Toring (épisode 14)
- Bo Derek : Joanna Toring (épisode 14)
- Travis Van Winkle : Mickey Quint (épisode 14)
- Cassidy Freeman : Connie Jaden (épisode 15)
- Ryan McPartlin (VF : Stéphane Pouplard) : Josh Avery (épisodes 16, 18 et 19)
- Raquel Welch : Vina Navarro (épisode 16)
- Aml Ameen : Jack Brody (épisode 17)
- Dawnn Lewis : Stacy McNamara (épisode 17)
- Ignacio Serricchio : Mason Torres / William Diaz (épisode 17)
- Malcolm McDowell (VF : Jean-Pierre Leroux) : Darren Vogel (épisodes 18 et 19)
- Katrina Law : Ashira Botnick (épisode 18)
- Zack Ward : Clyde Novack (épisode 18)
- Tory Kittles : Delonte Cassell (épisode 18)

## Épisodes

### Épisode 1:Piqués au vif
- États-Unis /  Canada : 25 septembre 2011 sur CBS / CTV Two[2]
- Belgique : 29 avril 2012 sur RTL-TVI
- Québec : 27 août 2012 sur Séries+[3]
- France : 14 septembre 2012 sur TF1[4]
- Suisse : sur TSR1

- États-Unis : 9,89 millions de téléspectateurs[5]
- France : 4,65 millions de téléspectateurs

- Natasha Henstridge (Agent Renee Locklear)
- Callum Keith Rennie (Jack Toller)
- Ethan Embry (Randy North)
- Alana De La Garza (Marisol Caine)
- Mark Hengst (Leo Kendry)
- Rachel Brosnahan (Melanie Garland)
- Will Rothhaar (Ricky Galindo)
- Maxim Knight (Austin North)
- Brian Ibsen (Docteur)
- June Carryl (Infirmière)
- Miguel Perez (Agent d'enregistrement)
- Eileen Grubba (Mère de Toller)
- Shane Roney (Jack Toller jeune)
- Dana Ward (Journaliste)
- Eliott Rodriguez (Présentateur)
- Chris Judd (Ambulancier)

### Épisode 2:L'Effet boule de neige
- États-Unis /  Canada : 2 octobre 2011 sur CBS / CTV Two
- Belgique : 29 avril 2012 sur RTL-TVI
- Québec : 3 septembre 2012 sur Séries+
- France : 21 septembre 2012 sur TF1

- États-Unis : 10,34 millions de téléspectateurs[6]
- France : 4,71 millions de téléspectateurs

- Brandon Beemer (Derek Vaughn)
- Jordi Mollà (Hector Romero)
- Eric Winter (Joe Grafton)
- Martha Higareda (Luisa Romero)
- Julia Campbell (Gretchen Cambridge)
- Brian McNamara (Steven Cambridge)
- Samantha Whittaker (Emma Davis)
- Cyrus Farmer (Mitch Fielder)

### Épisode 3:Vents contraires
- États-Unis /  Canada : 9 octobre 2011 sur CBS / CTV Two
- Belgique : 6 mai 2012 sur RTL-TVI
- Québec : 10 septembre 2012 sur Séries+
- France : 28 septembre 2012 sur TF1

- États-Unis : 10,23 millions de téléspectateurs[7]
- France : 4,95 millions de téléspectateurs

- Hayley Chase (Ellie Setton)
- Louis Herthum (Grant Setton)
- Valerie Dillman (Laura Setton)
- Phillip Jeanmarie (Jared Boyleston)
- Bernardo de Paula (Leon Perez)
- Jamie Bamber (Ronnie Hale)
- Stephen Monroe Taylor (Mike Channing)
- Chris Sheffield (Travis Reeves)
- Celeste Creel (Infirmière)
- Aaron Norvell (Gestionnaire)
- Tom Riordan (Commandant)

### Épisode 4:Ne pas fermer les yeux
- États-Unis /  Canada : 16 octobre 2011 sur CBS / CTV Two
- Belgique : 6 mai 2012 sur RTL-TVI
- Québec : 17 septembre 2012 sur Séries+
- France : 9 septembre 2013 sur TF1

- États-Unis : 10,64 millions de téléspectateurs[8]
- France : 4,64 millions de téléspectateurs[9] (première diffusion)

- Christopher Redman (Michael Travers)
- Ed Begley Jr. (Scott O'Shay)
- Carlos Bernard (Diego Navarro)
- Kuno Becker (Esteban Navarro)
- Jennifer Christina (Nikki Cervano)
- Kenzie Dalton (Angela Olsen)
- Emma Bell (Jennifer Olsen)
- Brad Greenquist (Dennis Kemp)
- Todd Stashwick (Fred Massey)
- Olivia Taylor Dudley (Elizabeth Clark)

### Épisode 5:Un tueur parmi nous
- États-Unis /  Canada : 23 octobre 2011 sur CBS / CTV Two
- Belgique : sur RTL-TVI
- Québec : 24 septembre 2012 sur Séries+
- France : 28 septembre 2012 sur TF1

- États-Unis : 9,77 millions de téléspectateurs[10]
- France : 4,9 millions de téléspectateurs

- Robert LaSardo (Memmo Fierro)
- Ed Begley Jr. (Scott O'Shay)
- Carlos Sanz (Geraldo Torres)
- Kate del Castillo (Anita Torres)
- Marco James (Carlos Puente)
- Scott Patterson (Brendon Dwyer)
- Burton Perez (Gangster de la Mala Noche #1)
- Kevin T. McCarthy (Will Jackson)
- Jeremiah Bitsui (Luis Tafoya)
- Danielle Demski (Journaliste)
- Amber Lancaster (Jamie Mitchell)

### Épisode 6:Best-seller
- États-Unis /  Canada : 30 octobre 2011 sur CBS / CTV Two
- Québec : 1er octobre 2012 sur Séries+
- France : 5 octobre 2012 sur TF1

- États-Unis : 9,97 millions de téléspectateurs[11]
- France : 4,4 millions de téléspectateurs

- Diane Farr (Marilyn Milner)
- Aria Pullman (Andrea Edison)
- Orlando Jones (Lawrence Kingman)
- Michael Ray Escamilla (Kenny Barnsdall)
- Chad Todhunter (Wes Rayburn)
- Johnathon Schaech (Joseph Crumbaugh)

### Épisode 7:Poker vengeur
- États-Unis /  Canada : 6 novembre 2011 sur CBS / CTV Two
- Québec : 8 octobre 2012 sur Séries+
- France : 5 octobre 2012 sur TF1

- États-Unis : 8,67 millions de téléspectateurs[12]
- France : 4,73 millions de téléspectateurs

- Kip Gilman (Benjamin Paxton)
- Drea de Matteo (Evelyn Bowers)
- Aldis Hodge (Isaiah Stiles)
- Mark Weiler (Dealer)
- Ben Hollingsworth (Jason Huntsman)
- Jack Guzman (Alonzo Santoya)
- Neto DePaula Pimenta (Carl Raines)
- Taylor Cole (Samantha Owens)
- Marshall Allman (Kevin Bowers)
- Terry Maratos (Joey Ranzone)

### Épisode 8:La Traque continue
- États-Unis /  Canada : 13 novembre 2011 sur CBS / CTV Two
- Québec : 15 octobre 2012 sur Séries+
- France : 9 septembre 2013 sur TF1

- États-Unis : 9,77 millions de téléspectateurs[13]
- France : 4,44 millions de téléspectateurs[9] (première diffusion)

- Ed Begley Jr. (Scott O'Shay)
- Carlos Bernard (Diego Navarro)
- Kuno Becker (Esteban Navarro)
- Taylor Cole (Samantha Owens)
- Olivia Taylor Dudley (Elizabeth Clark)
- Graham Shiels (Michael Galliver)
- Dwayne Adway (Terrence Madsen)
- Greg Cipes (Phil Pinkerton)
- Tess Lina (Nancy Tillman)
- Philip Moon (Don Tillman)
- Natacha Itzel (Hilda Lopez)
- Dana Ward (Journaliste)
- Danielle Bisutti (Gabrielle Wade)

### Épisode 9:Le Sang de nos vingt ans
- États-Unis /  Canada : 20 novembre 2011 sur CBS / CTV Two
- Québec : 22 octobre 2012 sur Séries+
- France : 5 janvier 2013 sur TF1

- États-Unis : 9,55 millions de téléspectateurs[14]
- France : 5,3 millions de téléspectateurs[15] (première diffusion)

- Spencer List (Troy Faber)
- Dedan Donovan (Rocco Damara à l'âge de 18 ans)
- Patrick O'Neil (Victor Shetland à l'âge de 18 ans)
- Clint Lee Napier (Darren Riggs à l'âge de 18 ans)
- Richard Cox (Juge Ebersol)
- Susie Abromeit (Kayla Bledsoe)
- Scott Anthony Leet (Rocco Damara à l'âge de 38 ans)
- Mac Brandt (Victor Shetland à l'âge de 38 ans)
- David Meunier (Darren Riggs à l'âge de 38 ans)
- David Andrews (Bruce Faber)
- Michele Greene (Connie Faber)
- Josh Coxx (Zach Anderson)
- Kelli Kirkland Powers (Présidente du jury)
- Ankur Bhatt (Médecin)

### Épisode 10:Les Disparus
- États-Unis /  Canada : 4 décembre 2011 sur CBS / CTV Two
- Québec : 29 octobre 2012 sur Séries+
- France : 19 octobre 2012 sur TF1

- États-Unis : 10,43 millions de téléspectateurs[16]
- France : 5,05 millions de téléspectateurs

- Taylor Cole (Samantha Owens)
- Jay Karnes (Andrew Nolan)
- Blake Shields (Kurt Riggins)
- Luke Kleintank (Tom Granger)
- Cordelia Renolds (Olivia Nolan)
- Dylan Osean (Officier Paul Delarenzo)
- Timi Prulhiere (Carol Nolan)
- Zayne Emory (Bobby Nolan)
- Jonathan Banks (Oscar Duarte)
- Tom Hines (Louis)
- James Gonzaba (Officier à la réception)
- Aisha Kabia (Sue)
- Nico Cortez (Employé de l'aéroport)

### Épisode 11:Petites têtes couronnées
- États-Unis /  Canada : 11 décembre 2011 sur CBS / CTV Two
- Québec : 5 novembre 2012 sur Séries+
- France : 31 mai 2013 sur TF1

- États-Unis : 10,16 millions de téléspectateurs[17]
- France : 5,12 millions de téléspectateurs[18] (première diffusion)

- Danielle Parker (Melrose Gramercy)
- Jenny Cooper (Suzanne Gramercy)
- Kiersten Warren (Darla Chambers)
- Larry Sullivan (Edwin Chambers)
- Catheryn Brockett (Maman-poule)
- Kevin Ashworth (Commentateur)
- Lindsay Northern (Alicia Haverford)
- Caitlin Carmichael (Tori Haverford)
- Chris Bouffard (Machiniste)
- Nick Sandow (Larry Gramercy)
- Meredith Hagner (en) (Jane Gramercry)
- Taylor Cole (Samantha Cole)
- Aisha Hinds (Dr Rachel Porter)
- Melissa Ponzio (Kathy Jennings)
- Isabella Cramp (Jane Gramercy à l'âge de six ans)
- Kaya McKenna Callahan (Blakley)

### Épisode 12:Fin de trajectoire
- États-Unis /  Canada : 8 janvier 2012 sur CBS / CTV Two
- Québec : 12 novembre 2012 sur Séries+
- France : 19 octobre 2012 sur TF1

- États-Unis : 10,46 millions de téléspectateurs[19]
- France : 4,77 millions de téléspectateurs

- Wes Ramsey (Dave Benton)
- Taylor Cole (Samantha Owens)
- Leonard Roberts (Matthew Stone)
- Malese Jow (Amanda Yang)
- Michael O'Neill (Jerry Blackburn)
- Amy Gumenick (Heidi Taylor)
- Sendhil Ramamurthy (Raj Andari)
- Ben Whitehair (Manifestant)

### Épisode 13:Le Donneur
- États-Unis /  Canada : 29 janvier 2012 sur CBS / CTV Two
- Québec : 19 novembre 2012 sur Séries+
- France : 26 octobre 2012 sur TF1

- États-Unis : 10,57 millions de téléspectateurs[20]
- Canada : 1,047 million de téléspectateurs[21]
- France : 4,6 millions de téléspectateurs

- Ron Melendez (Kevin Ramsey)
- Paola Turbay (Meredith Ramsey)
- Elisabeth Röhm (Jill Vance)
- Grant Gustin (Scott Vance et Trent Burton)
- Romy Rosemont (Amy Burton)
- Beau Cybulski (Cameron Locke)
- Brian White (Greg McCallister)
- David Warshofsky (Arnie Tice)
- Javier Grajeda (Dr Purwin)
- Landon Ashworth (Automobiliste)

### Épisode 14:Une moins que rien
- États-Unis /  Canada : 19 février 2012 sur CBS / CTV Two
- Québec : 26 novembre 2012 sur Séries+
- France : 17 juin 2013 sur TF1

- États-Unis : 10,03 millions de téléspectateurs[22]
- France : 5,2 millions de téléspectateurs[23] (première diffusion)

- Christian Clemenson (Tom Loman)
- Taylor Cole (Samantha Owens)
- Jill Flint (Elle Toring)
- Bo Derek (Joanna Toring)
- James Eckhouse (Dan Toring)
- Tiffany Dupont (Rachel Petrella)
- Candace Moon (Cassidy Weller)
- Travis Van Winkle (Mickey Quint)
- Michael Lombardi (Liam Flynn)
- Shayla Hale (Phi Galph Alum)

### Épisode 15:Tolérance zéro
- États-Unis /  Canada : 4 mars 2012 sur CBS / CTV Two
- Québec : 3 décembre 2012 sur Séries+
- France : 26 octobre 2012 sur TF1

- États-Unis : 10,14 millions de téléspectateurs[24]
- France : 4,4 millions de téléspectateurs

- Christian Clemenson (Tom Loman)
- Taylor Cole (Samantha Owens)
- Wes Ramsey (Dave Benton)
- Patrick Breen (Henry Duncan)
- Matt Angel (Sean Duncan)
- Reshma Shetty (Jane Caldicott)
- Manny Jimenez Jr. (Manuel Gonzales)
- David Burke (Will Kingsley)
- Wolfgang Bodison (Bob Scherner)
- Cassidy Freeman (Connie Jaden)
- Diego Serrano (Dylan Perez)
- Vinicius Ferreira Machado (Felipe Moreno)
- Joel Murray (George Olsen)
- Ryan McPartlin (Josh Avery)
- Dean Cudworth (John #2)

### Épisode 16:Sous le sable
- États-Unis /  Canada : 11 mars 2012 sur CBS / CTV Two
- Québec : 10 décembre 2012 sur Séries+
- France : 16 septembre 2013 sur TF1

- États-Unis : 10,72 millions de téléspectateurs[25]
- France : 4,48 millions de téléspectateurs[26] (première diffusion)

- Christian Clemenson (Tom Loman)
- Wes Ramsey (Dave Benton)
- Carlos Bernard (Diego Navarro)
- Kuno Becker (Esteban Navarro)
- Olivia Taylor Dudley (Elizabeth Clark)
- Danielle Bisutti (Gabrielle Wade)
- Ryan McPartlin (Assistant du procureur Josh Avery)
- Raquel Welch (Vina Navarro)
- Alex Beh (Kirk Armstrong)
- Richard Herd (Juge Lambert)
- Cari Champion (Journaliste)
- Victor Dios (Joggeur)

### Épisode 17:Le Dernier revers
- États-Unis /  Canada : 18 mars 2012 sur CBS / CTV Two
- Québec : 17 décembre 2012 sur Séries+
- France : 2 septembre 2013 sur TF1

- États-Unis : 8,54 millions de téléspectateurs[27]
- France : 4,41 millions de téléspectateurs[28] (première diffusion)

- Christian Clemenson (Tom Loman)
- Taylor Cole (Samantha Owens)
- Ty Panitz (Austin North)
- Matthew Glave (Coach Larry Hopper)
- Travis Caldwell (Andrew Kingman)
- Rebecca Lowman (Brenda Livingston)
- Ignacio Serricchio (Mason Torres / William Diaz)
- Stephan Smith Collins (Darrell Templeton)
- Aml Ameen (Jack Brody)
- Christopher Darga (Ross Hemmet)
- Jodi Harris (Janice Wells)
- Aidan Andrews (Robbie Wells)
- Dawnn Lewis (Stacy McNamara)
- Keith Worley (Officier)
- Quinton Lopez (Mason Torres jeune)

### Épisode 18:La Loi et le désordre
- États-Unis /  Canada : 25 mars 2012 sur CBS / CTV Two
- Québec : 24 décembre 2012 sur Séries+[29]
- France : 23 septembre 2013 sur TF1[30]

- États-Unis : 9,29 millions de téléspectateurs[31]
- France : 5,17 millions de téléspectateurs[32] (première diffusion)

- Malcolm McDowell (Darren Vogel)
- Christian Clemenson (Tom Loman)
- Taylor Cole (Samantha Owens)
- Danielle Bisutti (Gabrielle Wade)
- Ryan McPartlin (Assistant du procureur Josh Avery)
- Richard Burgi (Randall Stafford)
- Jessica Garvey (Denise Baines)
- Tory Kittles (Delonte Cassell)
- Katrina Law (Ashira Botnick)
- Zack Ward (Clyde Novack)
- Danna Brady (Beth Johnson)
- Al Coronel (Serveur)
- Tim Coyne (Chauffeur)
- Lawrence Adimora (Voiturier)
- Judy Echavez (Journaliste)

### Épisode 19:Une grande famille
- États-Unis /  Canada : 8 avril 2012 sur CBS / CTV Two[33]
- Québec : 31 décembre 2012 sur Séries+[34]
- France : 23 septembre 2013 sur TF1[30]

- États-Unis : 7,94 millions de téléspectateurs[35]
- France : 5,03 millions de téléspectateurs[32] (première diffusion)

- Malcolm McDowell (Darren Vogel)
- Christian Clemenson (Tom Loman)
- Taylor Cole (Samantha Owens)
- Ryan McPartlin (Assistant du procureur Josh Avery)
- Wes Ramsey (Dave Benton)
- Ty Panitz (Austin North)
- Jamie Harris (Eddie Coster)
- Michael Patrick McGill (Pete Evans)
- John Hundrieser (Officier à la réception)
- Judith Scott (Ellen Phillips)
- Barry Livingston (Superviseur de l'agence d'adoption)

- Blessé et KO, Ryan se réveille au domicile de Josh Avery, le substitut du Procureur. S'approchant de Josh, étendu par terre, il constate qu'il est mort. Ryan se remémore ce qu'il s'est passé quelques heures auparavant : ses collègues doutaient de l'honnêteté de Samantha Owens et l'accusaient d'être une ripoux ; Ryan s'était dit que Josh avait manipulé Samantha et était allé le voir pour lui demander des comptes. L'esprit embrumé par les coups reçus, Ryan appelle les membres de son équipe : est-il le coupable du meurtre ?